# Symplecta meigeni
Symplecta meigeni là một loài ruồi trong họ Limoniidae. Chúng phân bố ở miền Cổ bắc.